# Лагидзе, Илья Никифорович
Илья Никифорович Лагидзе — советский хозяйственный, государственный и политический деятель.

## Биография
Родился в 1902 году в Поти. Член КПСС.
С 1929 года — на хозяйственной, общественной и политической работе. В 1929—1991 гг. — прораб на строительстве Дома правительства Грузии, заместитель председателя исполнительного комитета Потинского горсовета, заместитель начальника строительного треста «Колхетмшени», начальник «Колхетмшени», начальник строительства военного аэродрома в селе Озургети, председатель Потийского городского совета народных депутатов, народный комиссар, министр водного хозяйства Грузинской ССР, заместитель министра сельского хозяйства Грузии по строительству, председатель Госплана Грузинской ССР, министром водного хозяйства Грузинской ССР, помощник первого заместителя председателя Совета министров Грузии, председатель Государственного комитета по использованию и охране водных ресурсов Совета Министров Грузии, председатель Государственного комитета по охране природы Грузинской ССР, консультант Грузинского государственного научного союза.
Избирался депутатом Верховного Совета Грузинской ССР 2-5-го созывов.
Почётный гражданин Поти. В честь Лагидзе названа одна из улиц Поти.
Умер в Тбилиси в 1999 году.